# Celeste Barber
Celeste Barber (* 6. Mai 1982) ist eine australische Komikerin, Schauspielerin und Autorin.
Sie wuchs mit einer älteren Schwester in Terranova an der australischen Ostküste auf. Nach dem Besuch einer Schauspielschule in Sydney war sie ab 2005 in Nebenrollen in australischen Fernsehserien wie All Saints und Home and Away zu sehen.
Internationale Bekanntheit erlangte sie, als sie ab 2015 begann, auf ihrem Instagram-Account unter dem Hashtag #celestechallengeaccepted Prominente wie Kourtney Kardashian, Kendall Jenner, Gisele Bündchen, Jennifer Lopez oder Rihanna zu parodieren. Sie stellt dabei die glamourösen Fotos von Schauspielerinnen, Sängerinnen und Models nach und zeigt dabei, wie die Bilder mit einem „normalen“ Menschen aussehen würden. Ihre Postings stießen schnell auf große positive Resonanz. Beispielsweise erhielt ihre Parodie eines Fotos von Emily Ratajkowski innerhalb einer Stunde über 170.000 Likes. Ihr Instagram-Account hat inzwischen mehr als 9,6 Mio. Abonnenten (Stand Februar 2024).
Im Jahr 2018 ging sie mit einer eigenen Stand-Up-Comedy-Show auf Tournee, deren Vorstellungen innerhalb von 24 Stunden ausverkauft waren. Ein Jahr später war sie auf dem Titelbild der australischen Vogue zu sehen. Ihr im gleichen Jahr erschienenes Buch Challenge Accepted! 253 Steps to Becoming an Anti-It Girl wurde zu einem Bestseller.
Ihr Spendenaufruf auf Facebook anlässlich der Buschbrände in Australien 2019/2020 generierte fast 30 Mio. Euro für die australische Feuerwehr.

## Filmografie
- 2005–2009: All Saints (Fernsehserie, 89 Episoden)
- 2010: Home and Away (Fernsehserie, 2 Episoden)
- 2015: How Not to Behave (Fernsehserie, 15 Episoden)
- 2017–2019: The Letdown (Fernsehserie, 9 Episoden)
- 2021: Zurück ins Outback (Back to the Outback, Stimme)
- 2022: Seriously Red
- 2023: Wellmania (Fernsehserie, 8 Episoden)